# Mars Observer
Mars Observer je eden od neuspešnih Nasinih programov preučevanja Marsa. 
Izstreljena je bila septembra 1992. Enajst mesecev kasneje in dva dni pred vtirjenjem v Marsovo orbito je sonda prenehala oddajati radijski signal. Vsi poskusi ponovne vzpostavitve radijske zveze so bili neuspešni. Natančnega vzroka za neuspeh odprave niso nikoli odkrili, najverjetneje pa je šlo za preluknjano cev za gorivo, ki je ob iztekanju poškodovalo elektronske naprave na krovu.